# Donnersbergkreis
Der Donnersbergkreis ist eine Gebietskörperschaft in der Region Pfalz des Landes Rheinland-Pfalz. Sitz der Kreisverwaltung ist Kirchheimbolanden, die bevölkerungsreichste Kommune ist mit weniger als 10.000 Einwohnern die Stadt Eisenberg. Der Landkreis ist ländlich geprägt, ein Großteil der Ortschaften hat weniger als 1000 Einwohner.

## Geographie

### Lage

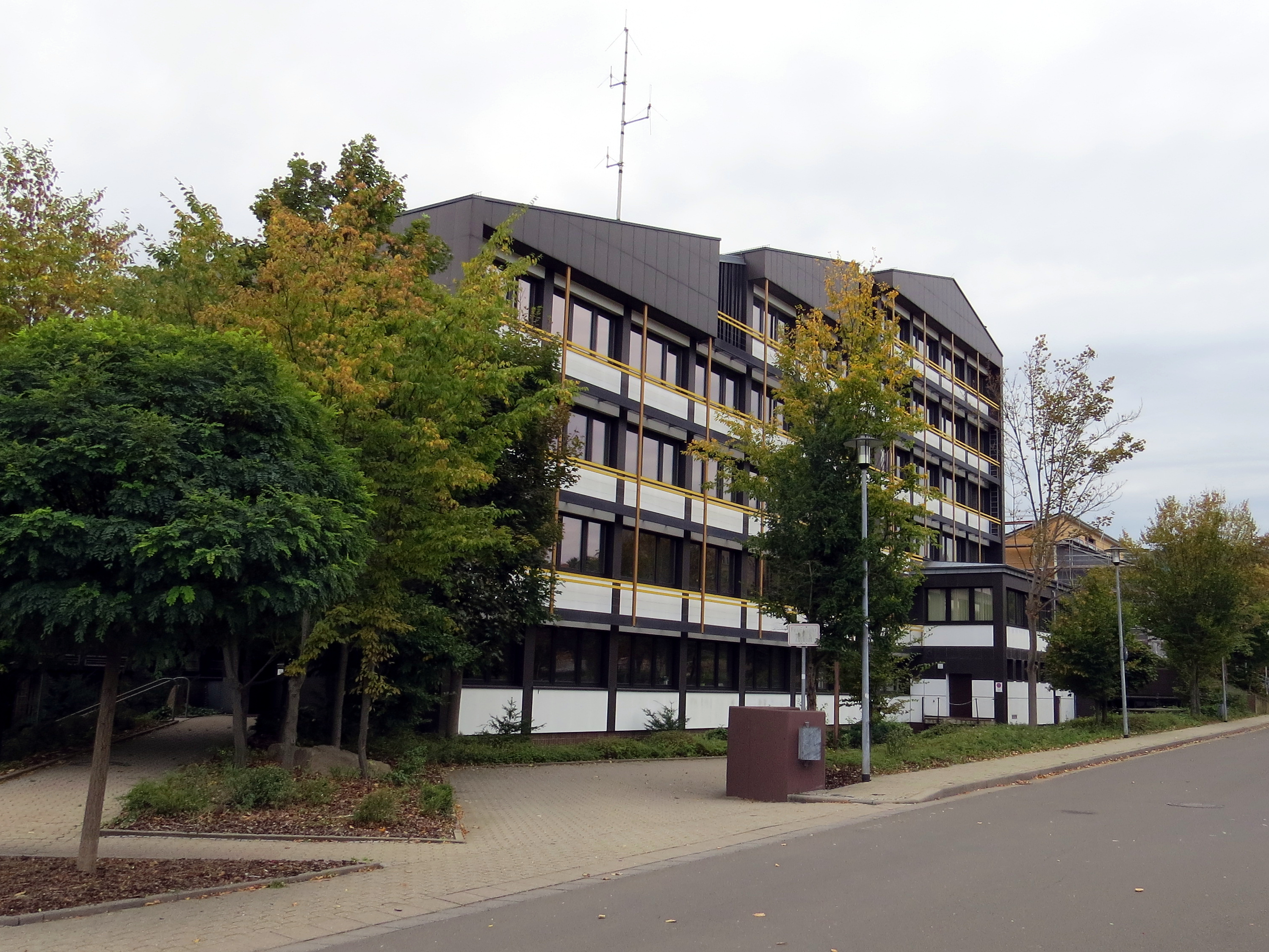
Kreisverwaltung des Donnersbergkreises in Kirchheimbolanden

Der Donnersbergkreis mit seinem Verwaltungssitz Kirchheimbolanden liegt in der Nordpfalz. Der überwiegende Teil seiner Fläche gehört zum Nordpfälzer Bergland. Dessen höchste Erhebung, der Donnersberg (686,5 m ü. NHN), zugleich höchster Berg der Pfalz, ist Namensgeber des Landkreises. Dieser hat im Süden Anteil am Pfälzerwald, im Osten – mit dem Zellertal – am Weinanbaugebiet Pfalz, im Norden auch am Weinanbaugebiet Nahe. Von Süd nach Nord durchquert den westlichen Bereich des Landkreises die Alsenz, ein Nebenfluss der Nahe.

### Nachbarkreise
Der Donnersbergkreis grenzt, im Nordwesten beginnend, im Uhrzeigersinn an die Landkreise Bad Kreuznach, Alzey-Worms, Bad Dürkheim, Kaiserslautern und Kusel.

## Geschichte
Vor 1815 gehörte das heutige Kreisgebiet zum französischen Département du Mont-Tonnerre. Ab 1818 entstand in der nun bayerischen Pfalz das Landkommissariat Kirchheim, das ab 1862 Bezirksamt genannt wurde. Von ihm wurden 1900 die westlichen Distrikte Obermoschel und Rockenhausen abgespalten und mit dem vom Bezirksamt Kaiserslautern abgetrennten Distrikt Winnweiler zu einem neuen Bezirksamt Rockenhausen zusammengeschlossen.
1939 wurden die Bezirksämter in der Pfalz in Landkreise umbenannt. Es gab seitdem in der Nordpfalz die beiden Landkreise Kirchheimbolanden und Rockenhausen. Nach dem Zweiten Weltkrieg wurden diese Landkreise Teil der französischen Besatzungszone und am 30. August 1946 Teil des neu gegründeten Landes Rheinland-Pfalz.
Am 7. Juni 1969 wurde der Landkreis Kirchheimbolanden mit Ausnahme von Rodenbach und Mauchenheim mit dem größten Teil des Landkreises Rockenhausen zum Donnersbergkreis zusammengeschlossen. Am 22. April 1972 wurde die Gemeinde Sembach an den Landkreis Kaiserslautern abgetreten. Am 16. März 1974 kamen die Gemeinden Rathskirchen, Reichsthal und Seelen aus dem Landkreis Kusel hinzu.

## Bevölkerung

### Einwohnerentwicklung
| \| Jahr \| Einwohner \| Quelle \| \| ---- \| --------- \| ------ \| \| 1970 \| 67.100 \| [5] \| \| 1980 \| 66.700 \| [6] \| \| 1990 \| 69.600 \| [7] \| \| 2000 \| 78.400 \| [8] \| \| 2010 \| 75.878 \| \| \| 2016 \| 75.203 \| \| |           |        |
| Jahr | Einwohner | Quelle |
| 1970 | 67.100    | [ 5 ]  |
| 1980 | 66.700    | [ 6 ]  |
| 1990 | 69.600    | [ 7 ]  |
| 2000 | 78.400    | [ 8 ]  |
| 2010 | 75.878    |        |
| 2016 | 75.203    |        |

### Religion

#### Konfessionsstatistik
Gemäß dem Zensus 2011 waren 53,6 % der Einwohner evangelisch, 21,7 % römisch-katholisch, und 24,7 % waren konfessionslos, gehörten einer anderen Glaubensgemeinschaft an oder machten keine Angabe. Der Anteil der evangelischen und katholischen Kirchenmitglieder an der Gesamtbevölkerung ist seitdem gesunken. Ende Mai 2025 hatten 40,7 % der Einwohner die evangelische Konfession, 17,5 % die katholische und 41,8 % waren konfessionslos, gehörten einer anderen Glaubensgemeinschaft an oder machten keine Angabe.

#### Evangelische Kirche
Der Donnersbergkreis hat aufgrund historischer Gegebenheiten heute eine kleine protestantische Mehrheit; lediglich die ehemals zur Grafschaft Falkenstein gehörenden Gemeinden sind katholisch geblieben. Auf kirchlicher Verwaltungsebene ist der Landkreis auf drei verschiedene protestantische Dekanate innerhalb der Evangelischen Kirche der Pfalz geteilt, den Hauptteil tragen das Dekanat Donnersberg sowie das Dekanat an Alsenz und Lauter; der Südosten um Eisenberg gehört zum Dekanat Bad Dürkheim-Grünstadt.

#### Katholische Kirche
Nach dem Bekenntnis der kurpfälzischen Herrscher zur Reformation war das Gebiet der Nordpfalz im 17. Jahrhundert von lutherischen und reformierten Pfarreien geprägt. Erst nach dem Einfall Ludwigs XIV. in die Pfalz 1688, dem Pfälzischen Erbfolgekrieg und dem Frieden von Rijswijk 1697 bildeten sich in der Nordpfalz allmählich wieder katholische Pfarreien.
In der römisch-katholischen Kirche gehört das Kreisgebiet zum Bistum Speyer und darin fast ganz zum katholischen Dekanat Donnersberg, nur der Südosten um Eisenberg gehört zum Dekanat Bad Dürkheim. Da die meisten romanischen und gotischen Kirchen der Region mit der Reformation protestantisch wurden, ist der überwiegende Teil der katholischen Kirchenbauten jüngeren Datums.

## Politik

### Kreistag
Der Kreistag des Donnersbergkreises besteht aus 38 gewählten Mitgliedern und dem Landrat als Vorsitzendem.
Wegen der Besonderheiten des rheinland-pfälzischen Wahlsystems bei den Kommunalwahlen (personalisierte Verhältniswahl) sind die angegebenen prozentualen Stimmanteile als gewichtete Ergebnisse ausgewiesen, die das Wahlverhalten nur rechnerisch wiedergeben.
Die Kreistagswahl am 9. Juni 2024 hatte folgendes Ergebnis:
| Parteien und Wählergruppen | % 2024 | Sitze 2024 | % 2019 | Sitze 2019 | % 2014 | Sitze 2014 |
| -------------------------- | ------ | ---------- | ------ | ---------- | ------ | ---------- |
| CDU                        | 25,3   | 9          | 23,0   | 9          | 28,2   | 11         |
| SPD                        | 23,1   | 9          | 28,0   | 11         | 34,2   | 13         |
| AfD                        | 18,1   | 7          | 7,4    | 3          | 5,5    | 2          |
| FWG                        | 17,5   | 7          | 15,5   | 6          | 15,7   | 6          |
| GRÜNE                      | 9,2    | 3          | 13,4   | 5          | 8,7    | 3          |
| FDP                        | 4,6    | 2          | 6,3    | 2          | 4,0    | 2          |
| FLN                        | 2,2    | 1          | 3,3    | 1          | –      | –          |
| LINKE                      | –      | –          | 3,2    | 1          | 3,7    | 1          |
| Gesamt                     | 100,0  | 38         | 100,0  | 38         | 100,0  | 38         |
| Wahlbeteiligung in %       | 66,6   | 66,6       | 65,1   | 65,1       | 59,0   | 59,0       |

- FLN = Freie Liste Nordpfalz

### Landräte
- 1969–197100Adolf Wilhelm Rothley (SPD)
- 1971–198100Karl Ritter (SPD)
- 1981–199100Klaus Rüter (SPD)
- 1991–201700Winfried Werner (SPD)
- 2017–000000Rainer Guth (parteilos)

Bei der Direktwahl am 7. Mai 2017 wurde der parteilose, von CDU und Freier Wählergemeinschaft unterstützte Rainer Guth mit einem Stimmenanteil von 51,9 % gewählt.

### Wappen und Flagge

Hissflagge
Bannerflagge

Der Donnersbergkreis führt ein Wappen sowie eine Hiss- und Bannerflagge.
| Wappen des Donnersbergkreises | Blasonierung: „Durch eine eingebogene grüne Spitze, darin eine goldene strahlende Sonne, von Gold und Silber gespalten, rechts ein rotes, links ein blaues sechsspeichiges Rad.“ |
| Wappen des Donnersbergkreises | Wappenbegründung: Die beiden Räder entstammen den früheren Kreiswappen von Kirchheimbolanden und Rockenhausen. Dabei führten früher die Herren von Bolanden das rote Rad, die Hohenfelser Seitenlinie das blaue Rad. Die eingebogene Spitze versinnbildlicht den Donnersberg als Namensgeber des Kreises, die Farbe grün den Waldreichtum der Gegend, und die Sonne steht für die Rebflächen im Osten und Norden des Kreises. Das Wappen wurde am 4. September 1981 genehmigt. |

## Wirtschaft und Infrastruktur

### Wirtschaft
Im Donnersbergkreis sind vorwiegend kleine und mittelständische Unternehmen anzutreffen, welchen zum Teil noch heute als Familienbetriebe geführt werden. Insgesamt sind im Landkreis 3133 Unternehmen zu Hause, verteilt in den Bereichen Handel, Baugewerbe, im verarbeitenden Gewerbe, Dienstleistungsbereich, dem Gastgewerbe, dem Grundstücks- und Wohnungswesen sowie dem Gesundheits- und Sozialwesen. Als die bedeutenden Wirtschaftsstandorte sind die Kreisstadt Kirchheimbolanden, der historische Industriestandort Eisenberg sowie Rockenhausen zu nennen. Zu den größten ansässigen Unternehmen im Kreis gehörten die Autozulieferer BorgWarner (Kirchheimbolanden) und Adient (Rockenhausen) sowie das Zementwerk Dyckerhoff  AG (Göllheim). Mit der Firma Steiz Secura (Kirchheimbolanden) findet sich eines der führenden Unternehmen für Sicherheitsschuhe im Kreis wieder. Eines der ältesten ansässigen Unternehmen ist die Eisengießerei Gienanth Group, die seit 1735 in Eisenberg ansässig ist. Weiter nennenswerte Unternehmen sind W+D-Langhammer (Eisenberg),  Mobotix (Winnweiler), die Walter Werke (Eisenberg) und das Rowe Mineralölwerk (Bubenheim).
Die Wirtschaft setzt auf Tourismus, punktuell auch auf Weinbau. Ackerbau und Viehzucht, insbesondere der Anbau von Weizen, Zuckerrüben, Raps und Mais, aber auch die Milchwirtschaft spielen im ländlich geprägten Donnersbergkreis eine wichtige Rolle. Die ehemals vielen kleinen landwirtschaftlichen Betriebe haben sich auf wenige Großbetriebe reduziert.
Im Zukunftsatlas 2016 belegte der Donnersbergkreis Platz 232 von 402 Landkreisen, Kommunalverbänden und kreisfreien Städten in Deutschland und zählte damit zu den Regionen mit „ausgeglichenem Chancen-Risiko-Mix“ für die Zukunft.

### Verkehr

#### Individualverkehr
Der Donnersbergkreis wird von der Bundesautobahn 63 Mainz–Kaiserslautern durchquert, die Ausfahrten Göllheim und Winnweiler liegen im Kreisgebiet. Ferner berührt die A 6 Saarbrücken–Waidhaus (auch: Via Carolina genannt) den Südrand des Kreises. Mehrere Bundesstraßen durchziehen das Kreisgebiet, darunter die B 47 (Worms–Michelstadt, auch Nibelungenstraße genannt) und B 48 (Bingen–Bad Bergzabern).

#### Öffentlicher Personennahverkehr

##### Geschichte
Im Alsenztal betrieb die Pfälzische Nordbahn ab 1870 eine Bahnlinie von Kaiserslautern bis Winnweiler und ab 1871 bis Bad Münster am Stein. Davon zweigte in Langmeil ab 1872/73 die Donnersbergbahn nach Marnheim ab. Von dort ging ab 1873/74 die Strecke nach Kirchheimbolanden–Alzey weiter, während die Zellertalbahn nach Monsheim führte.
Von Grünstadt her kam ab 1876 die Eistalbahn nach Eisenberg hinzu, die erst 1932 durch die Deutsche Reichsbahn über Ramsen bis Enkenbach ins Alsenztal weitergeführt wurde. Nur drei Jahre später wurde das Netz bei einem Höchststand von 80 Kilometern wieder verkleinert, als die Lokalbahn Alsenz–Obermoschel (4 Kilometer) stillgelegt wurde, die 1903 durch die Pfalzbahn als schmalspurige Anschlussbahn der Stadt Obermoschel zur Station Alsenz an der Hauptstrecke eröffnet worden war.
Die Einstellungen des Personenverkehrs reduzierten die Bahnen schließlich bis auf 30 Kilometer Länge:
- 1935: Alsenz–Obermoschel (Schmalspurbahn) =M=, 4 Kilometer
- 1945: Kirchheimbolanden–Marnheim,              6 Kilometer
- 1951: Alzey–Morschheim–Kirchheimbolanden,      6 Kilometer (30. Mai 1999 reaktiviert)
- 1976: Grünstadt–Eisenberg–Eiswoog–Enkenbach, 11 Kilometer (29. Mai 1994 bis Eisenberg, 28. Mai 1995 bis Ramsen, 12. August 2001 bis Eiswoog reaktiviert)
- 1983: Langmeil–Marnheim–Monsheim, 23 Kilometer (26. Mai 2001 im Ausflugsverkehr reaktiviert, 2017 eingestellt)[18]

##### Aktuelle Anbindung

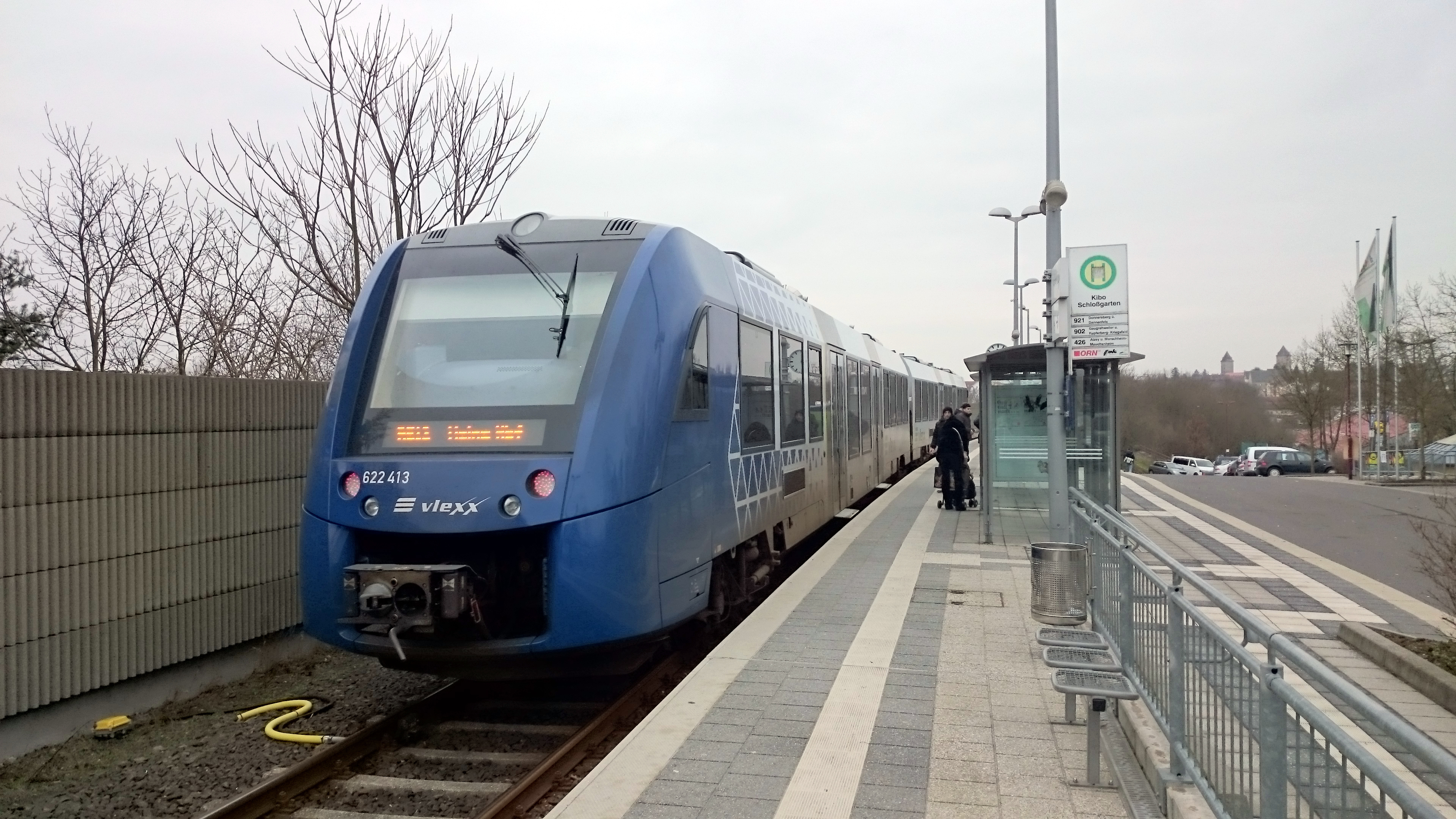
vlexx-Zug nach Mainz im Bahnhof Kirchheimbolanden

Von Kirchheimbolanden aus verkehrt die Donnersbergbahn über Alzey nach Mainz oder Frankfurt am Main. Die Alsenztalbahn verbindet Rockenhausen und Winnweiler mit Kaiserslautern sowie Bad Kreuznach und Bingen bzw. auch weiter bis nach Koblenz. Die Eistalbahn verbindet Eisenberg und Ramsen mit Grünstadt und mit Umstieg in Frankenthal auch mit Mannheim und der Metropolregion Rhein-Neckar. Nach der Sanierung der Zellertalbahn werden dort voraussichtlich ab 2024 auch wieder Züge nach Monsheim verkehren, von wo aus Anbindung nach Worms besteht. Durch Reaktivierungen wurde das Schienennetz im Kreisgebiet wieder mehr als verdoppelt.
Für den öffentlichen Personennahverkehr bestehen zudem 26 Buslinien, die seit Januar 2017 vom Reisedienst Krauss & Wolff mit barrierefreien Bussen betrieben werden.

### Energieversorgung
Das Kreisgebiet durchziehen zwei Pipelines für Erdgas der Creos Deutschland GmbH sowie die NATO-Pipeline „Zweibrücken–Fürfeld“.

### Schulen
Das dichte Netz an Grundschulen im Donnersbergkreis gerät durch sinkende Schülerzahlen zunehmend unter Druck. Um die drohende Schließung von Grundschulen durch das rheinland-pfälzische Kultusministerium abzuwenden – so etwa in Dannenfels – werden zunehmend Verbundschulen gegründet, in dem sich zwei oder mehrere Schulstandorte organisatorisch zusammenschließen. In drei Grundschulen werden mehrere Jahrgangsstufen in einer Klasse unterrichtet, in Dannenfels sogar alle vier.
Gymnasien existieren in Kirchheimbolanden und Winnweiler; Rockenhausen und seit 2016 auch Eisenberg verfügen über integrierte Gesamtschulen mit gymnasialer Oberstufe. Realschulen existieren in all diesen Gemeinden und zusätzlich noch in Göllheim. Ergänzt wird das Netz an weiterführenden Schulen durch das private Gymnasium Weierhof mit angeschlossenem Internat auf dem Weierhof südlich von Kirchheimbolanden.
Die berufliche Bildung findet ausschließlich an den Standorten Eisenberg und Rockenhausen statt.

## Tourismus und Freizeit
Zentral für den Tourismus im Kreis ist der namensgebende Donnersberg, welcher sich als Teil des Nordpfälzer Berglands mit 686,5 m über die Region erhebt und damit das höchste Bergmassiv der Pfalz ist. Der Berg bietet neben Rad- und Wanderwegen auch einen Startplatz für Drachen- und Gleitschirmflieger. Zu den beliebtesten Aussichtspunkten gehören der Ludwigsturm auf der Hochlage des Berges, der Königsstuhl sowie der sich an der Ostflanke befindliche Moltkefelse mit Adlerbogen. Ebenfalls wichtig für den Tourismus im Kreis ist das Weinanbaugebiet Zellertal.

## Städte und Gemeinden
(Einwohner am 31. Dezember 2023)
Verbandsgemeinden mit ihren verbandsangehörigen Gemeinden:
(Sitz der Verwaltung der Verbandsgemeinde *)
- 1. Verbandsgemeinde Eisenberg (Pfalz)

1. Eisenberg (Pfalz), Stadt * (9305)
2. Kerzenheim (2094)
3. Ramsen (1855)

- 2. Verbandsgemeinde Göllheim

1. Albisheim (Pfrimm) (1892)
2. Biedesheim (626)
3. Bubenheim (430)
4. Dreisen (944)
5. Einselthum (785)
6. Göllheim * (3879)
7. Immesheim (133)
8. Lautersheim (607)
9. Ottersheim (356)
10. Rüssingen (538)
11. Standenbühl (179)
12. Weitersweiler (497)
13. Zellertal (1145)

- 3. Verbandsgemeinde Kirchheimbolanden

1. Bennhausen (151)
2. Bischheim (787)
3. Bolanden (2470)
4. Dannenfels (896)
5. Gauersheim (680)
6. Ilbesheim (607)
7. Jakobsweiler (246)
8. Kirchheimbolanden, Stadt * (8067)
9. Kriegsfeld (979)
10. Marnheim (1803)
11. Morschheim (785)
12. Mörsfeld (459)
13. Oberwiesen (566)
14. Orbis (698)
15. Rittersheim (193)
16. Stetten (661)

- 4. Verbandsgemeinde Nordpfälzer Land

1. Alsenz (1638)
2. Bayerfeld-Steckweiler (385)
3. Bisterschied (232)
4. Dielkirchen (447)
5. Dörrmoschel (137)
6. Finkenbach-Gersweiler (280)
7. Gaugrehweiler (526)
8. Gehrweiler (319)
9. Gerbach (512)
10. Gundersweiler (516)
11. Imsweiler (550)
12. Kalkofen (163)
13. Katzenbach (488)
14. Mannweiler-Cölln (359)
15. Münsterappel (484)
16. Niederhausen an der Appel (230)
17. Niedermoschel (505)
18. Oberhausen an der Appel (147)
19. Obermoschel, Stadt (1054)
20. Oberndorf (264)
21. Ransweiler (237)
22. Rathskirchen (172)
23. Reichsthal (103)
24. Rockenhausen, Stadt * (5395)
25. Ruppertsecken (349)
26. Sankt Alban (267)
27. Schiersfeld (210)
28. Schönborn (99)
29. Seelen (152)
30. Sitters (94)
31. Stahlberg (174)
32. Teschenmoschel (122)
33. Unkenbach (198)
34. Waldgrehweiler (225)
35. Winterborn (159)
36. Würzweiler (220)

- 5. Verbandsgemeinde Winnweiler

1. Börrstadt (941)
2. Breunigweiler (452)
3. Falkenstein (192)
4. Gonbach (522)
5. Höringen (638)
6. Imsbach (893)
7. Lohnsfeld (963)
8. Münchweiler an der Alsenz (1210)
9. Schweisweiler (346)
10. Sippersfeld (1092)
11. Steinbach am Donnersberg (747)
12. Wartenberg-Rohrbach (423)
13. Winnweiler * (4944)

Ehemalige Gemeinden
Die folgenden Gemeinden verloren seit 1969 ihre Eigenständigkeit:
- Alsenbrück-Langmeil, am 10. Juni 1979 zu Winnweiler
- Dörnbach, am 10. Juni 1979 zu Rockenhausen
- Harxheim, am 31. Dezember 1975 zu Zellertal
- Marienthal, am 10. Juni 1979 zu Rockenhausen
- Niefernheim, am 31. Dezember 1975 zu Zellertal
- Potzbach, am 10. Juni 1979 zu Winnweiler
- Zell, am 31. Dezember 1975 zu Zellertal

Siehe auch:
- Listen zu dem Begriff „Gebietsveränderungen“ siehe Gebietsreformen in Rheinland-Pfalz
- Liste der Orte im Donnersbergkreis

## Kfz-Kennzeichen
Am 7. Juni 1969 wurde dem Donnersbergkreis das seit dem 1. Juli 1956 für den Landkreis Kirchheimbolanden gültige Unterscheidungszeichen KIB zugewiesen. Es wird durchgängig bis heute ausgegeben. Seit dem 15. Juli 2013 ist in Zusammenhang mit der Kennzeichenliberalisierung auch das Unterscheidungszeichen ROK, das alte Kennzeichen des Landkreises Rockenhausen, erhältlich.